# Béla Tarczai
Béla Tarczai (* 21. Oktober 1922 in Miskolc; † 26. Februar 2013 ebenda) war ein ungarischer Fotokünstler, Gründer des Miskolcer Fotografie-Klubs und des Vereins Ehemaliger Kriegsgefangener in Miskolc.

## Leben und Wirken
Béla Tarczai hat an der Universität Miskolc Kulturanthropologie unterrichtet. Um die Schaffenskraft der Fotografen nach dem Krieg wiederzubeleben, hat er den Miskolcer Verein für Fotografie gegründet und hat im  Ottó-Herman-Museum Fotomuseologie recherchiert. Seine Bilder wurden in vielen Ausstellungen gezeigt.
Seine Frau war Maria Varga (1925–1999), sie haben drei Töchter erzogen und hatten fünf Enkelkinder.

### Miskolcer Verein für Fotografie
Tarczai hat noch im Gymnasium angefangen zu fotografieren. Später hat er regelmäßig an den Sitzungen des Nationalen Vereins der Ungarischen Amateur-Fotografen und -Fotografinnen (MAOSZ) teilgenommen. Nach dem Zweiten Weltkrieg konnte der MAOSZ nicht mehr funktionieren. Um die Bewegung wiederzubeleben, hat Tarczai den späteren Miskolcer Verein für Fotografie gegründet. Die erste Landesausstellung wurde 1955 organisiert und 1962 hat auch erste internationale Ausstellung stattgefunden.
1958 hat Tarczai einen Preis im Nationalen Wettbewerb des Ungarischen Fotografen- und Fotografinnen-Vereins gewonnen, 1960 wurde er Mitglied dieses Vereins. Der Internationale Fotografie-Verein (FIAP) hat ihn 1964 mit dem künstlerischen Grad Artiste-FIAP geehrt, 1967 mit der Auszeichnung Excellence FIAP.

### Tätigkeit im Ottó-Herman-Museum
1985 hat er die Sammlung für Historische Fotografie (Ottó-Herman-Museum) gegründet, die vor allem auf Fotos von Lichtbildner aus dem Bezirk basierte. Während seiner Tätigkeit hat er die Grundlinien der Fotomuseologie erforscht. Er hat seine Forschungsergebnisse in Graz (1993) und in Mannheim (1994) veröffentlicht.
Seit 1971 war er Mitglied der Stiftung für Kunst, des späteren MAOE.

### Ehemaliger Kriegsgefangener der westlichen Alliierten
Nach dem Regimewechsel in Ungarn wurde es möglich, die Geschichte der Kriegsgefangenen der westlichen Alliierten zu erforschen. Tarczai hat ein Buch über das Thema und auch ein anderes über seine eigene Geschichte als Überlebender geschrieben. 1988 hat er den Miskolcer Verein Ehemaliger Kriegsgefangener gegründet. 1991 ist Béla Tarczai dem Verband der wiederbelebten Nationalen Organisation beigetreten. 1999 wurde die Organisation Mitglied des Internationalen Verbands der Kriegsgefangenen.

### Weitere Ereignisse
- 1991: Vortrag im 17. Kongress des internationalen Verein in Venedig
- 1992: „Kopjafa“ Initiation im Heldenfriedhof, Tag der ehemaligen Kriegsgefangenen
- 1992: die erste offizielle Pilgerreise zum ungarischen Soldatenfriedhof in Pocking
- 1993: Einweihung der Deutschen Parzelle und Denkmal im Heldenfriedhof
- 1995: 50. Jahrestag des Kriegsendes, Erinnerung in Pocking
- 1996: Gedenken an den Pastoren der Pariser Mission
- 1999: Kunstausstellung von Kriegsgefangenen in der Miskolc Galerie
- 1999: Ausstellung in Erinnerung an polnische Flüchtlinge
- 2004: Pilgerfahrt nach Limanowa, anlässlich des 90. Jahrestages der Schlacht
- 2005: Pilgerfahrt nach Gorlice, anlässlich des 90. Jahrestages des Durchbruchs
- 2006: Pilgerfahrt nach Przemyśl